# Барцаго
Барца̀го (на италиански: Barzago, на западноломбардски: Barzach, Барцак) е малко градче и община в Северна Италия, провинция Леко, регион Ломбардия. Разположено е на 358 m надморска височина. Населението на общината е 2505 души (към 2014 г.).